# One More Night (singel Sandry)
One More Night – utwór muzyczny niemieckiej piosenkarki Sandry wydany w 1990 roku na płycie Paintings in Yellow.
Piosenkę napisali Michael Cretu, Klaus Hirschburger i Frank Peterson, a wyprodukował ją Cretu. Jest ona utrzymana w konwencji ballady miłosnej. Był to trzeci i ostatni singel promujący czwarty album Sandry, Paintings in Yellow. Został wydany jesienią 1990 roku i spotkał się ze średnim sukcesem na liście przebojów w Niemczech. Teledysk do utworu wyreżyserował Dieter Trattmann. W 2006 roku remiks piosenki ukazał się na płycie Reflections.

## Lista utworów
- 7" single

A. „One More Night” (Single Version) – 3:41
B. „The Journey” (Edit) – 2:42
- 12" single

A1. „One More Night” (Extended Version) – 5:08
A2. „One More Night” (Single Version) – 3:41
B. „The Journey” (Album Version) – 7:27
- CD single

1. „One More Night” (Single Version) – 3:41
2. „The Journey” (Album Version) – 7:27
3. „One More Night” (Extended Version) – 5:08

## Notowania
| Lista (1990)           | Najwyższa pozycja |
| ---------------------- | ----------------- |
| Niemcy (Media Control) | 31                |